# Today We Live
Today We Live (bra: Vivamos Hoje; prt: A Vida é o Dia de Hoje) é um filme pre-Code estadunidense de 1933, do gênero drama romântico, dirigido por Howard Hawks, estrelado por Joan Crawford e Gary Cooper, e co-estrelado por Robert Young, Franchot Tone e Roscoe Karns. O roteiro de Edith Fitzgerald, Dwight Taylor e William Faulkner foi baseado no conto "Turnabout" (1932), do próprio Faulkner.
A trama retrata a história de dois oficiais durante a Primeira Guerra Mundial, que competem pela mesma bela jovem. Faulkner escreveu os diálogos do roteiro, o que faz do filme a única versão cinematográfica de uma de suas obras no qual ele participou da produção.
A personagem de Joan Crawford foi adicionada ao filme para que a história tivesse algum interesse amoroso. Ela conheceu seu futuro marido, Franchot Tone, no set de filmagens. Eles se casaram dois anos depois. Este foi o primeiro dos sete filmes que Crawford e Tone co-estrelaram juntos.

## Sinopse
Durante a Primeira Guerra Mundial, Diana "Ann" Boyce (Joan Crawford), uma mulher inglesa, vive um triângulo amoroso entre o oficial britânico Claude Hope (Robert Young) e o piloto de caça estadunidense, Richard Bogard (Gary Cooper). Diana e Claude já viviam um romance antigo, mas quando Bogard aparece, ela começa a finalmente conhecer o verdadeiro amor.

## Elenco
- Joan Crawford como Diana "Ann" Boyce
- Gary Cooper como Tenente Richard Bogard
- Robert Young como Tenente Claude Hope
- Franchot Tone como Tenente Ronnie Boyce-Smith
- Roscoe Karns como "Mac" McGinnis
- Louise Closser Hale como Applegate
- Hilda Vaughn como Eleanor
- Eily Malyon como Empregada

## Produção
Com os títulos de produção "We Live Again" e "Turn About", Howard Hawks viu o conto "Turnabout" (1932), de William Faulkner – de homens em combate – como um veículo para estrelas como Phillips Holmes, Charles Buddy Rogers, e mais tarde, Clark Gable. Faulkner levou apenas cinco dias para escrever o filme sozinho, mas quando Irving Thalberg, o vice-presidente dos estúdios da MGM na época, insistiu que Crawford fosse incluída no roteiro – já que ela era contratada do estúdio e recebia um salário de US$ 500.000, trabalhando ou não – a primeira de muitas reescritas começou. Faulkner criou o papel de Ann, que estava envolvida em um triângulo amoroso. Hawks odiou a interferência do estúdio no que ele considerava um "filme de homem", mas logo viu que trabalhar com Crawford era agradável. Embora apresentado como um "par clássico", "Today We Live" foi a única vez que Joan Crawford e Gary Cooper co-estrelaram uma produção juntos. A MGM comercializou o filme como um romance, com o trailer focado nas duas estrelas. Os slogans utilizados para a propaganda foram: "A personalidade impetuosa e forte da requintada Joan Crawford" e "A força calma, a natureza romântica e ansiosa do belo Gary Cooper".
Depois que Crawford foi escalada para a produção, um esforço para escolher um protagonista masculino principal semelhante levou Cooper a embarcar, emprestado pela Paramount, duas semanas após a data projetada para a fotografia principal, embora algumas fontes indiquem que Robert Young e Franchot Tone tenham sido a primeira escolha de Hawks. Os comunicados à imprensa divulgaram que Crawford insistiu em Cooper como sua co-estrela. A carreira de Cooper entrou em um ligeiro declínio quando dois outros filmes seus foram considerados "medíocres" após seus lançamentos, então quando surgiu a oportunidade de trabalhar com Hawks e com a estrondosa Crawford, ele decidiu aproveitar a situação – embora, mais tarde, ele tenha considerado o filme um "projeto equivocado". Uma série de reescritas com Faulkner e outros roteiristas, juntamente com o corte das principais cenas de abertura, levou a uma grande confusão com as versões do filme, como indica a duração original de 135 minutos, presente numa pré-visualização.
Depois de obter a ajuda do General Douglas MacArthur na reserva da Base Aérea March na Califórnia, sequências aéreas individuais foram gravadas, embora filmagens de "Hell's Angels" (1930), de Howard Hughes, tenham sido mescladas na impressão final da produção. A fotografia principal no estúdio de Culver City e em outras locações começou em meados de dezembro de 1932, e terminou em fevereiro de 1933. Depois de olhar as cenas dos jovens atores que eram parte integrante do segundo plano do filme, ficou evidente que seus sotaques britânicos não eram convincentes, então Hawks recorreu a cortar completamente as tais cenas e reescrever tudo novamente, dessa vez focando muito mais na personagem de Crawford, mas sem melhores resultados. Os diálogos, que antes eram considerados "impertinentes" e agora pareciam diálogos "Hemingwayescos" que combinavam com as roupas de época utilizadas pelo elenco – especialmente os vestidos estranhos de Crawford – tornava difícil para os membros do elenco não considerarem todo a produção uma perda de tempo.

## Recepção
Embora bem recebido durante a pré-estreia, "Today We Live" se transformou em um filme muito diferente de sua prévia em sua forma de lançamento final, e foi quase universalmente criticado, com a Variety tendo uma litania de reclamações: "... o filme tinha 20 minutos a mais de duração. Crawford não foi convincente, Hawks usou muitas gravações aéreas de Hell's Angels (1930), os 'figurinos de Adrian' eram extremos e irritantes, e a história era superficial ..." Mordaunt Hall, em sua crítica para o The New York Times, foi menos severo, mas observou que o filme era "às vezes vago e pesado. Possui, no entanto, a centelha da sinceridade, e sua falta de clareza pode ser atribuída à direção de Howard Hawks ou ao roteiro contribuído por Edith Fitzgerald e Dwight Taylor, pois há sequências que são muito longas e outras que seriam consideravelmente melhoradas com mais detalhes". Uma avaliação contemporânea foi igualmente condenatória: "... o melodrama é mais pegajoso do que a lama do Marne".

### Bilheteria
De acordo com os registros da Metro-Goldwyn-Mayer, o filme arrecadou US$ 590.000 nacionalmente e US$ 445.000 no exterior, totalizando US$ 1.035.000 mundialmente. A produção fez o estúdio perder dinheiro, com um prejuízo de US$ 23.000.